# Élorn
Élorn – rzeka we Francji przepływająca przez teren departamentu Finistère. Ma długość 56,4 km. Uchodzi do Morza Celtyckiego (Ocean Atlantycki) w zatoce Rade de Brest.

## Geografia
Élorn swoje źródła ma we wzgórzach Monts d’Arrée, około 1,5 km na północny wschód od wzniesienia Ménez Kador, w gminie Commana. Rzeka generalnie płynie w kierunku zachodnim i południowo-zachodnim. Uchodzi w Landerneau, lecz później płynie estuarium do zatoki Rade de Brest pomiędzy miejscowościami Le Relecq-Kerhuon a Plougastel-Daoulas. Na rzece zbudowano tamę, a w wyniku spiętrzenia wód powstało sztuczne jezioro Lac du Drennec. 
Élorn w całości płynie na terenie departamentu Finistère, w tym na obszarze 14 gmin: Commana (źródło), Sizun, Locmélar, Loc-Eguiner, Lampaul-Guimiliau, Landivisiau, Bodilis, Ploudiry, Saint-Servais, La Roche-Maurice, Plounéventer, Plouédern, Pencran oraz Landerneau (ujście). Ponadto nad estuarium rzeki położone są La Forest-Landerneau i Le Relecq-Kerhuon (na prawym brzegu) oraz Dirinon, Loperhet i Plougastel-Daoulas (na lewym brzegu).

## Hydrologia
Uśredniony roczny przepływ rzeki Élorn wynosi 5,68 m³/s. Pomiary zostały przeprowadzone na przestrzeni ostatnich 32 lat w miejscowości Plouédern (Pont Ar Bled). Największy przepływ notowany jest w styczniu (12,2 m³/s), a najmniejszy w sierpniu – 1,81 m³/s.

## Dopływy
Élorn ma opisane 4 dopływy. Są to:
| - Kan An Od - An Dour Kamm | - Morbic - Ruisseau du Moulin de Kerhuon |